# Chevrolet Corvair
Chevrolet Corvair är en amerikansk kompaktbil med svansmotor byggd av General Motors 1960-1969.

## Historik
Under 1950-talet hade de tre stora biltillverkarna i USA (Chevrolet, Ford och Chrysler) låtit sina bilmodeller växa i storlek och lämnat marknaden för mindre bilar fri för märken som AMC, Nash och Studebaker, samt europeiska importbilar. För att möta konkurrensen började alla tre planera kompaktare bilar. Medan Ford och Chrysler i stort sett valde att bygga förminskade kopior av sina större modeller tog Chevrolet ett annat grepp med Corvair, som började säljas 1962. Precis som Volkswagen valde man att använda en luftkyld boxermotor och placera den längst bak i bilen. Även bakaxelkonstruktionen påminner om Volkswagen med en pendelaxel som gav mjuk gång på dåliga vägar men lynniga vägegenskaper. Motorn var sexcylindrig och delvis tillverkad i aluminium. Till skillnad mot många andra amerikanska bilar vid den här tiden fick Corvair självbärande kaross.
1966 kom en ny generation av bilen, där hjulupphängningen bak var omkonstruerad till en modernare individuell upphängning.

## Utförande
Chevrolet Corvair, som togs fram som GM:s svar på Volkswagen Typ 1, hade i originalutförande en sexcylindrig och luftkyld boxermotor med stötstänger som levererade från 80 till 180 hästkrafter beroende på årsmodell och utförande. Bilen hade för sin tid bra framkomlighet i terräng eftersom tyngden låg över drivhjulen.
Det var en av de första personbilarna som använde turbodrift och cirka 50 000 Corvair Monza Spyder turbo tillverkades med ett avgasdrivet turboaggregat mellan åren 1962 och 1966. Det var inte förrän SAAB flera år senare tog fram sin 99 turbo som turbodriften verkligen blev känd, och därav sägs det felaktigt ibland att SAAB 99 var först med turbodrift. Även BMW och Porsche hade modeller med turbomotor innan Saab, men i de fallen var det relativt extrema sportmodeller som inte var anpassade för vardagskörning på samma sätt.
Chevrolet Corvair fanns i ett antal karossvarianter, allt ifrån 2-dörrars coupé/cabriolet (convertible) till 8-dörrars minibuss. Minibussen var Chevrolets första och kallades Greenbrier. Den var inspirerad av samtida Volkswagen Typ 2.
Greenbrier följdes 1964 upp av Chevrolet Sport Van och GMC Handi Van som hade mittmotor.
Inför årsmodell 1970 (hösten 1969) ersattes Chevrolet Corvair av den konventionellt uppbyggda Chevrolet Vega.

## Kontroverser
Med cirka 63% av vikten på bakaxeln kunde bilen bli kraftigt överstyrd vid kurvtagning i hög hastighet vilket ledde till att det var fler som körde ihjäl sig i Chevrolet Corvair än i konventionellt uppbyggda bilar vid tiden. Detta ledde till att den amerikanske advokaten Ralph Nader började att kritisera Chevrolet Corvair i sin bok "Den livsfarliga bilen" (Unsafe at Any Speed) där han pekade på dåliga vägegenskaper. 
Chevrolet Corvair har bensintanken fram, mellan torpedväggen och framaxeln, precis som hos Volkswagens svansmotorbilar, vilket kunde göra att den skadades vid en kollision och därmed var inte Corvair speciellt krocksäker, trots att den hade en passagerarbur av säkerhetstyp. När det gällde väghållning så ryktas trots allt att det bara var Corvetten som slog Corvairen i GM:s interna väghållningstester. I och med boken Unsafe at any speed försämrades ryktet ordentligt på modellen och försäljningen stagnerade. Pendelaxel var på den tiden en relativt vanlig konstruktion som användes av flera europeiska biltillverkare, men i USA var den inte lika populär.
Efter Ralph Naders bok diskuterades eventuella beslut att förbjuda svansmotorer i USA. Detta var delvis en anledning till att Porsche 911s tänkta efterföljare Porsche 928 som lanserades 1978 skulle ha motorn fram.

## Efterspel
NHTSA (National Highway Traffic Safety Administration) i USA startade en utredning angående Corvairens vägegenskaper och kom 1973 fram till att egenskaperna inte var sämre än andra bilar från samma era. Modellen Corvair var då redan nerlagd. De som köpte en Corvair sista året fick med en check på $1000 som gällde vid köp av en annan bil från GM.